# 4925 Zhoushan
4925 Zhoushan è un asteroide della fascia principale. Scoperto nel 1981, presenta un'orbita caratterizzata da un semiasse maggiore pari a 3,0531563 UA e da un'eccentricità di 0,2433797, inclinata di 8,33100° rispetto all'eclittica.
L'asteroide è dedicato all'omonima città della Repubblica Popolare Cinese.